# Totenstein
Der Totenstein ist mit 482,1 m ü. NHN einer der höchsten Berge des Erzgebirgsvorlandes in Sachsen. Er liegt nördlich des Chemnitzer Stadtteils Grüna und südlich des Limbach-Oberfrohnaer Stadtteils Pleißa im Rabensteiner Wald. Die nur wenige hundert Meter entfernte Autobahn A 4 erreicht hier ihren höchsten Punkt auf ihrem Verlauf durch Deutschland.

## Geschichte
Auf dem größtenteils bewaldeten Berg wurde 1886 vom Erzgebirgszweigverein Limbach ein Aussichtsturm errichtet, der den Namen Maria-Josepha-Turm trug und 1953 wegen Baufälligkeit abgetragen werden musste. An seiner Stelle errichtete man später einen massiven Funkturm, der heute noch auf dem Berggipfel existiert. Knapp hundert Meter östlich von ihm wurde 1998 nach dem Vorbild des alten Turmes ein neuer, 30 m hoher Aussichtsturm errichtet, der unentgeltlich bestiegen werden kann und bei schönem Wetter eine umfassende Aussicht auf das Erzgebirge und dessen Vorland bietet.

## Funkturm

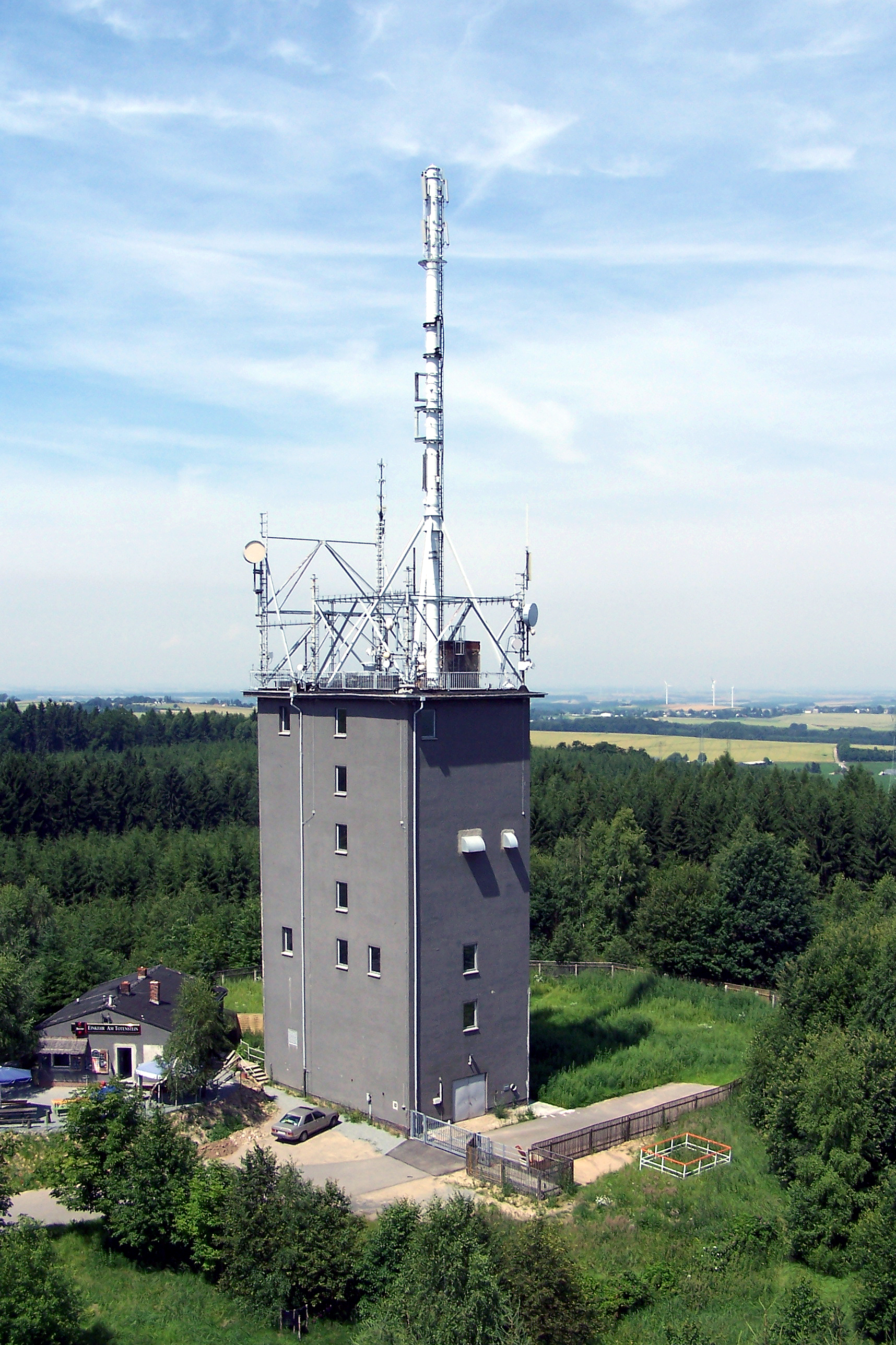
Funkturm Totenstein

Bei dem Funkturm auf dem Totenstein handelt es sich um einen sogenannten A-Turm, welcher im Schmalbandrichtfunknetz als Bezirksrichtfunkzentrale der Partei (SED) im Bezirk Karl-Marx-Stadt diente. Es war kein Abhörturm für Funk- und Telefonverbindungen des Ministeriums für Staatssicherheit. Bis Dezember 2014 wurde DAB auf Kanal 12A ausgestrahlt. Heute wird er nur noch für Richtfunkverbindungen sowie Mobilfunk benutzt.